# タジキスタンの首相
タジキスタンの首相（タジキスタンのしゅしょう、タジク語: Сарвазири Ҷумҳурии Тоҷикистон、英語: Prime Minister of Tajikistan）では、タジク・ソビエト社会主義共和国（1929年 - 1991年）の人民委員会議議長及び閣僚会議議長と、タジキスタン独立後の首相について記す。首相は内閣の活動の調整、大統領の職務遂行の助言等、極めて権限は弱い。

## 首相の一覧

### タジク自治ソビエト社会主義共和国

#### 人民委員会議議長
- ヌスラトゥラ・マクスム・ルトフラエフ（1925年 - 1926年）1
- ポラト・ウスモン・ホジャエフ（1926年12月 – 1928年）2
- ムーミン・ホジャエフ（1928年3月 – 1929年12月）3

### ウズベク・ソビエト社会主義共和国

#### 人民委員会議議長
- アブドゥラヒム・ホジバエフ（1929年12月 – 1933年12月28日）4
- アブドゥッロ・ラヒンバエフ（1933年12月28日 – 1937年2月）5
- ウルンバイ・アシューロフ（1937年2月 – 9月）6
- マムダリ・クルバノフ（1937年9月 – 1946年4月）7

#### 閣僚会議議長
- ジャボール・ラスロフ（1946年4月 – 1955年3月29日）8
- トゥルスン・ウルジャバエフ（1955年3月29日 – 1956年5月25日）9
- ナザルショ・ドドフドエフ（1956年5月25日 – 1961年4月12日）10
- アブドゥラハド・カハロフ（1961年4月12日 – 1973年7月24日）11
- ラフモン・ナビエフ（1973年7月24日 – 1982年4月20日）12
- カハル・マフカモフ（1982年4月26日 – 1986年1月26日）13
- イザトゥロ・カヨエフ（1986年1月26日 – 1990年12月6日）14

### タジキスタン共和国
1991年にタジキスタンがソビエト連邦から独立すると、大統領を補佐する役職として首相とタジキスタン副大統領が置かれたが、1992年5月に副大統領の役職が廃止された。その後の歴代首相の一覧は以下の通り。
      タジキスタン共産党
      タジキスタン
      タジキスタン人民民主党
      無所属
| 代 | 肖像 | 氏名 (生没年)                                                     | 在任期間       | 在任期間       | 所属政党                 |
| -- | ---- | ----------------------------------------------------------------- | -------------- | -------------- | ------------------------ |
| 15 |      | イザトゥロ・カヨエフ Izatullo Khayoyev (1936–2015)                | 1991年6月25日  | 1992年1月9日   | タジキスタン共産党       |
| 16 |      | アクバル・ミルゾエフ Akbar Mirzoyev (1939–)                       | 1992年1月9日   | 1992年9月21日  | ウズベキスタン人民民主党 |
| 17 |      | アブドゥマリク・アブドゥラジャノフ Abdumalik Abdullajanov (1957–) | 1992年9月21日  | 1993年12月18日 | 人民統一党               |
| 18 |      | アブドゥジャリル・サマドフ Abdujalil Samadov (1949–2004)          | 1993年12月18日 | 1994年12月2日  | 無所属                   |
| 19 |      | ジャムシェド・カリモフ Jamshed Karimov (1940–)                    | 1994年12月2日  | 1996年2月8日   | 無所属                   |
| 20 |      | ヤヒョ・アジモフ Yahyo Azimov (1947–)                             | 1996年2月8日   | 1999年12月20日 | 無所属                   |
| 21 |      | アキル・アキロフ Oqil Oqilov (1944–)                              | 1999年12月20日 | 2013年11月23日 | タジキスタン人民民主党   |
| 22 |      | コヒル・ラスルゾダ Kokhir Rasulzoda (1959–)                       | 2013年11月23日 | （現職）       | タジキスタン人民民主党   |